# Anna Maria Jopek
Anna Maria Jopek (ur. 14 grudnia 1970 w Warszawie) – polska piosenkarka, kompozytorka, autorka tekstów, producentka muzyczna.
Za sprzedaż swoich albumów uzyskała siedem platynowych płyt i dziewięć złotych.

## Życiorys

### Kariera muzyczna
Jest absolwentką klasy fortepianu Akademii Muzycznej w Warszawie. W 1989 odbyła kurs jazzowy w Manhattan School of Music w Nowym Jorku. Była stypendystką warszawskiego Towarzystwa im. Fryderyka Chopina i nowojorskiego Columbia University. Studiowała również filozofię na Uniwersytecie Warszawskim.
W 1995 otrzymała nagrodę od Michela Legranda na festiwalu Słowiański Bazar w Witebsku. W maju 1997, reprezentując Polskę z utworem „Ale jestem”, zajęła 11. miejsce w finale 42. Konkursu Piosenki Eurowizji w Dublinie. W tym samym roku wzięła udział w koncercie Zielono mi podczas 34. Krajowego Festiwalu Piosenki Polskiej w Opolu. Również w 1997 wydała swój debiutancki album studyjny pt. Ale jestem, za którego sprzedaż uzyskała certyfikat złotej płyty.
W 2000 wystąpiła jako support przed koncertem Stinga w Katowicach. W 2002 wydała album pt. Upojenie, który nagrała z Patem Methenym i za którego sprzedaż uzyskała certyfikat platynowej płyty w Polsce.
Od 2000 koncertuje również poza Polską, wystąpiła na najbardziej prestiżowych scenach świata, takich jak: Carnegie Hall, Hollywood Bowl, Royal Festival Hall, Opera w Tokio i Tel Awiwie, Blue Note Tokyo czy Santori Hall. Występowała z artystami jazzowymi, takimi jak m.in. Youssou N’Dour, Bobby McFerrin, Ivan Lins, Branford Marsalis, Nigel Kennedy, Richard Bona, Oscar Castro Neves, Makoto Ozone i Gonzalo Rubalcaba. W 2016, na zaproszenie Stinga, zaśpiewała z nim w duecie jego przebój „Fragile” podczas noworocznego koncertu telewizyjnego. Za granicą wydała płyty: Barefoot (2002), Secret (2005), ID (2007), Haiku (2011) i Ulotne (2018). Nagrywała w studiach Real World u Petera Gabriela, Abbey Road w Londynie i Power Station w Nowym Jorku. 
W 2009 otrzymała Perłę Honorową Polskiej Gospodarki w kategorii „Kultura” od redakcji Polish Market. 3 maja 2015 została odznaczona przez prezydenta Bronisława Komorowskiego Krzyżem Kawalerskim Orderu Odrodzenia Polski za „wybitne zasługi w pracy artystycznej i twórczej oraz za popularyzowanie polskiej muzyki w świecie”.
Wystąpiła w Teatrze Starym w Lublinie w spektaklu „Czas Kobiety” w reżyserii Leszka Mądzika, dla którego współkomponowała muzykę z Robertem Kubiszynem. W 2014 podjęła współpracę z międzynarodową grupą Teatr Pieśń Kozła, występując z nim w przedstawieniu Return to the Voice na Fringe Festival oraz w jednym z odcinków serialu Wikingowie  w reż. Michaela Hirsta.

### Życie prywatne
Jest córką tenora Stanisława Jopka i tancerki baletowej Marii Stankiewicz, artystów Zespołu Pieśni i Tańca „Mazowsze”. Ma młodszą o dwa lata siostrę, Patrycję.
31 stycznia 1998 wyszła za dziennikarza Marcina Kydryńskiego, syna Haliny Kunickiej i Lucjana Kydryńskiego, z którym ma dwóch synów: Franciszka (ur. 12 maja 1998) i Stanisława (ur. 4 grudnia 2000).

## Galeria

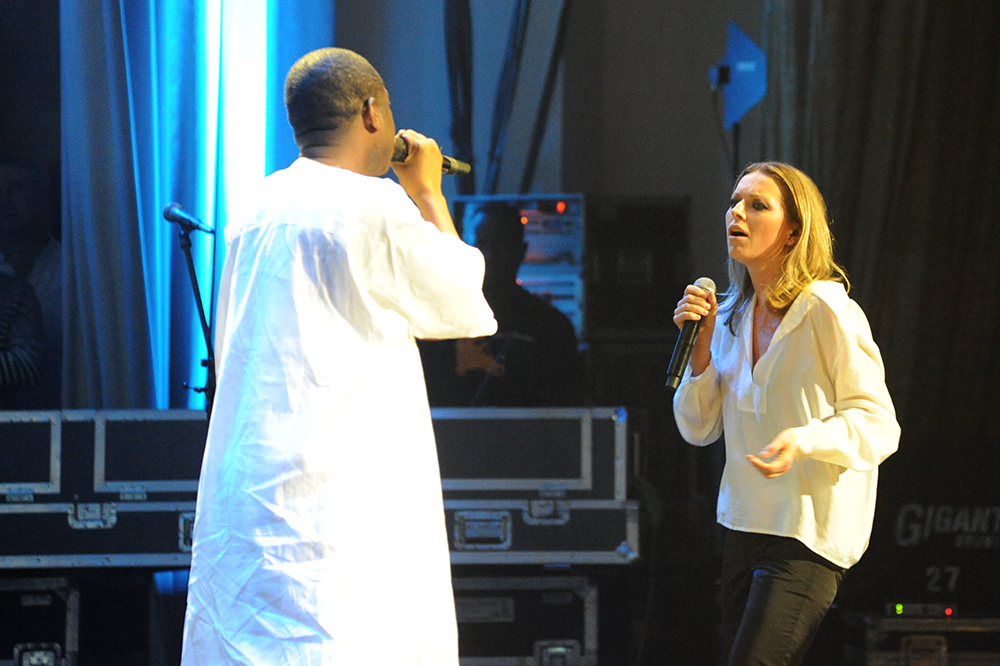
Na scenie w Sali Kongresowej w duecie z Youssou N’Dour - wrzesień 2009 r.
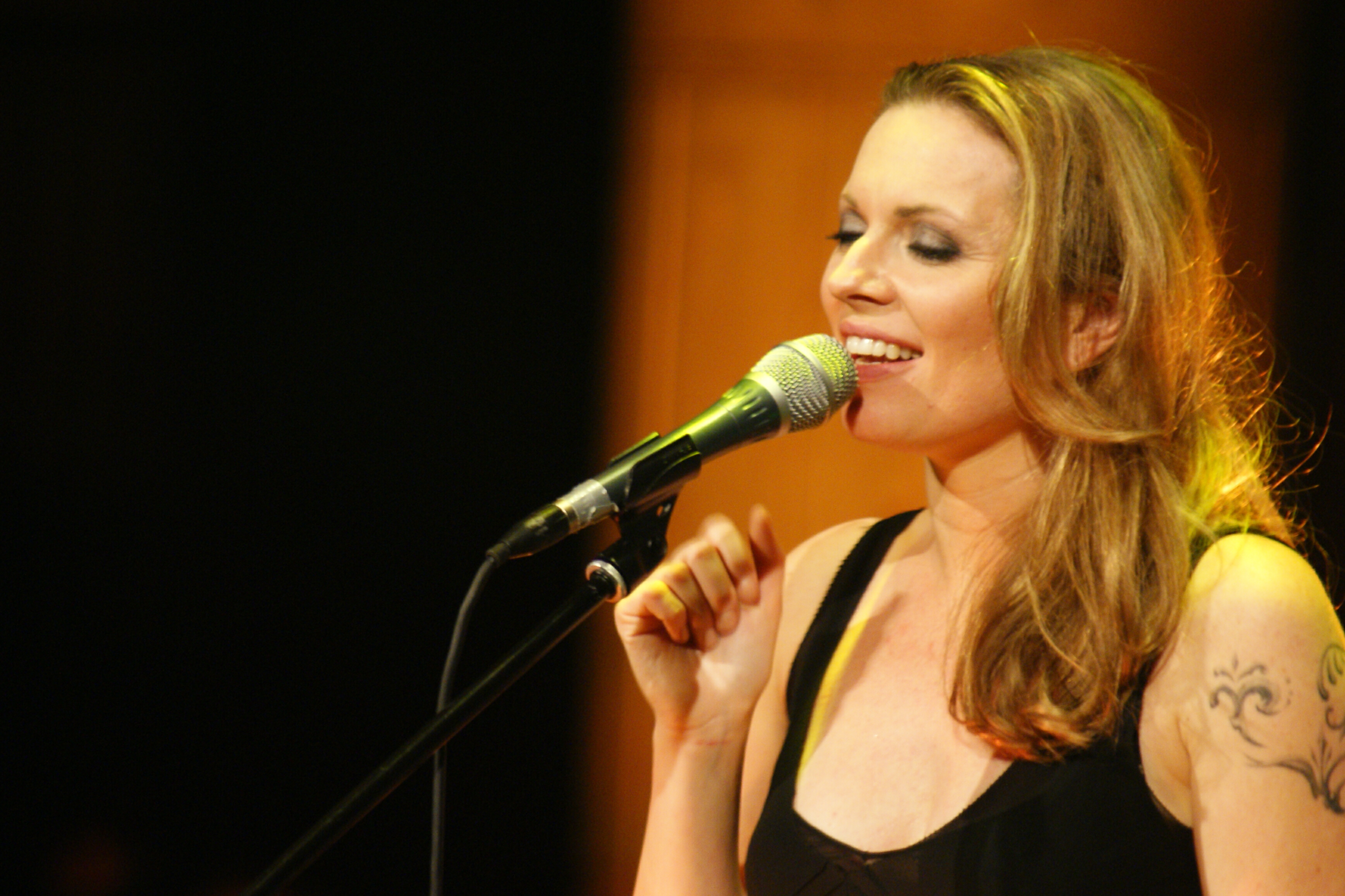
Listopad 2011 r.
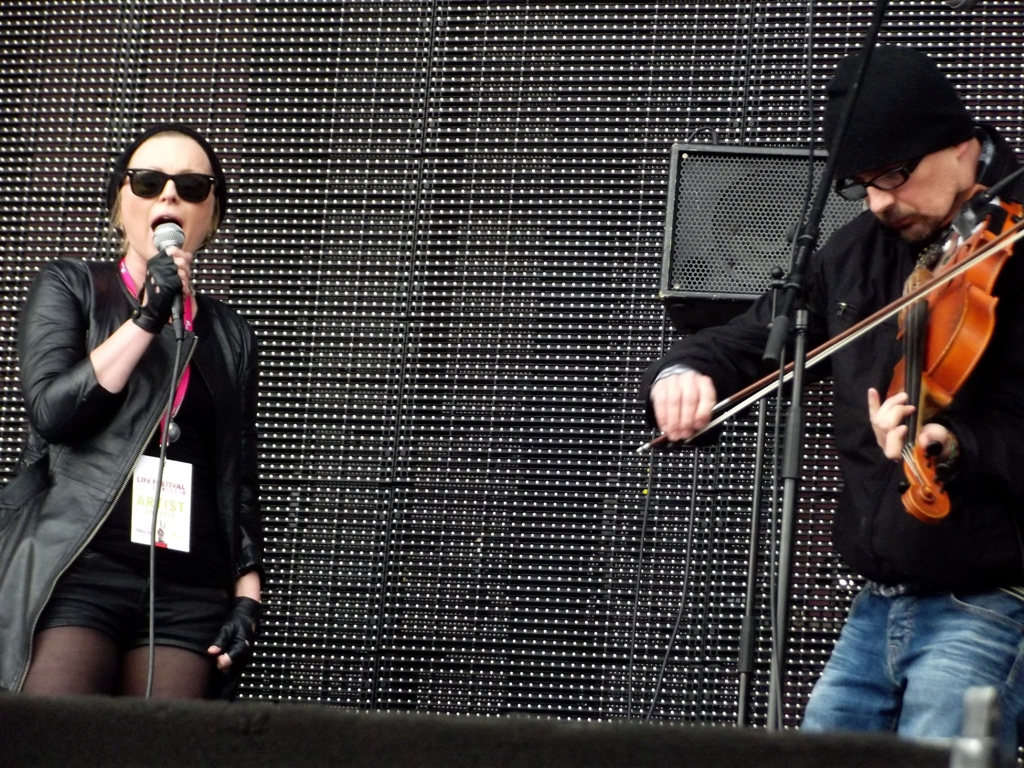
Na scenie z Kroke w maju 2012 r.
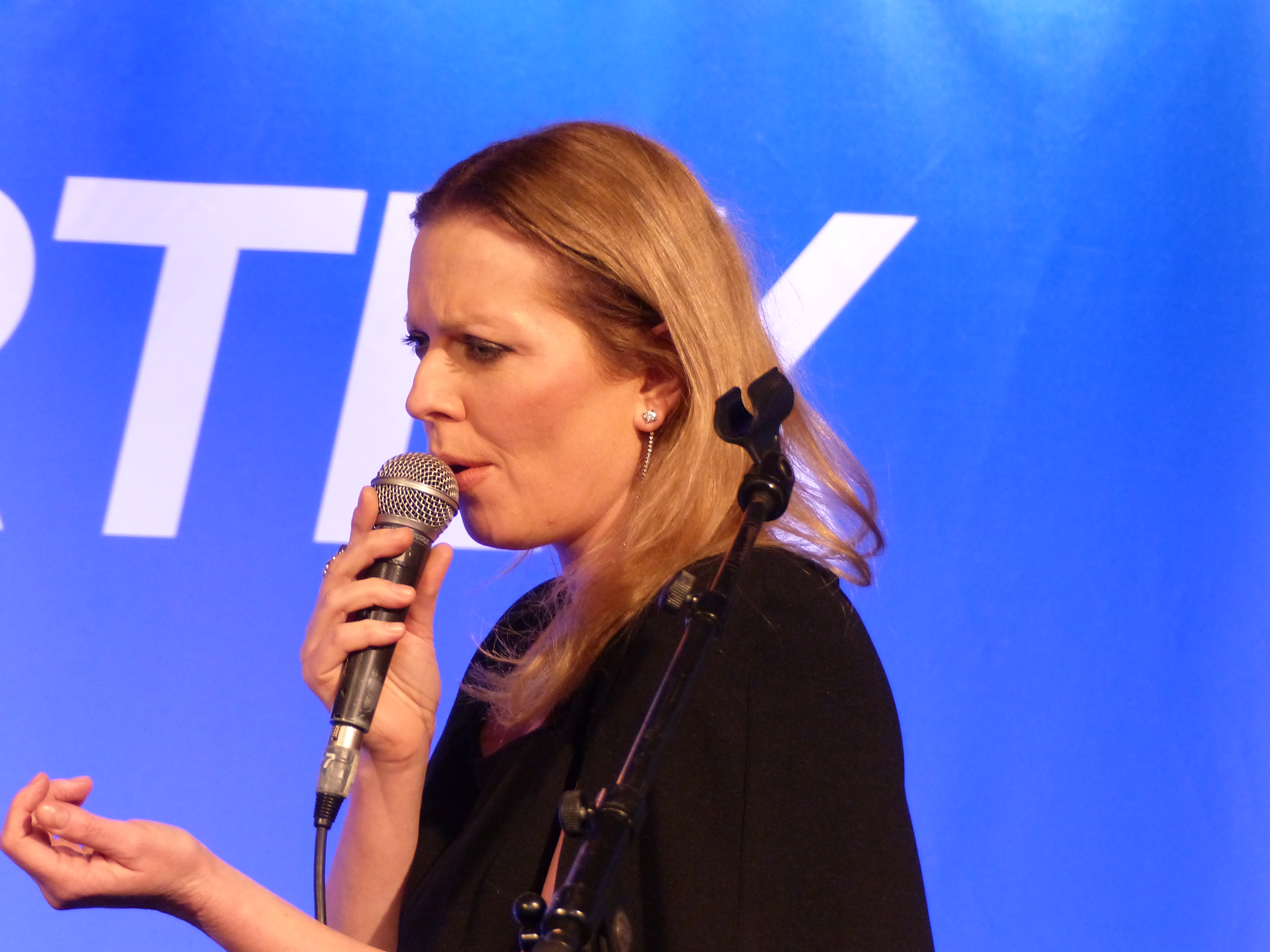
Budapeszt, grudzień 2017 r.

## Nagrody i wyróżnienia
| Rok  | Kategoria                                         | Nagroda             | Uwagi     |
| ---- | ------------------------------------------------- | ------------------- | --------- |
| 1997 | Fonograficzny debiut roku                         | Fryderyk            | Nagroda   |
| 1999 | Piosenka roku („Ja wysiadam”)                     | Fryderyk            | Nominacja |
| 1999 | Wokalista roku                                    | Fryderyk            | Nominacja |
| 1999 | Album roku pop (Jasnosłyszenie)                   | Fryderyk            | Nominacja |
| 1999 | Album roku piosenka poetycka (Dzisiaj w Betleyem) | Fryderyk            | Nominacja |
| 1999 | Teledysk roku („Wspomnienie”)                     | Fryderyk            | Nominacja |
| 2000 | Wokalistka roku                                   | Fryderyk            | Nominacja |
| 2000 | Album roku pop (Bosa)                             | Fryderyk            | Nominacja |
| 2002 | Produkcja muzyczna roku (Upojenie)                | Fryderyk            | Nagroda   |
| 2002 | Album roku pop (Upojenie)                         | Fryderyk            | Nominacja |
| 2002 | Wokalistka roku                                   | Fryderyk            | Nagroda   |
| 2002 | Piosenka roku („Tam gdzie nie sięga wzrok”)       | Fryderyk            | Nominacja |
| 2003 | Wokalistka roku                                   | Fryderyk            | Nagroda   |
| 2003 | Album roku pop (Farat)                            | Fryderyk            | Nominacja |
| 2004 | Piosenkarz lub artysta estrady                    | Wiktor 2003         | Nagroda   |
| 2008 | Produkcja muzyczna roku (ID)                      | Fryderyk            | Nominacja |
| 2008 | Album roku pop (ID)                               | Fryderyk            | Nominacja |
| 2010 | Najpiękniejsza Polka                              | Viva! Najpiękniejsi | Nominacja |
| 2012 | Album roku folk/muzyka świata (Sobremesa)         | Fryderyk            | Nominacja |
| 2019 | Album Roku Jazz (Ulotne)                          | Fryderyk            | Nominacja |

## Filmografia
- Szabla od komendanta (1996, wykonanie muzyki)[34]
- Spona (1998, wykonanie muzyki)[35]
- Wikingowie (2019)[22]

### Dubbing
- Herkules (1997, Melpomena)